# Svartstjärtad rörhöna
Svartstjärtad rörhöna (Tribonyx ventralis) är en fågel i familjen rallar inom ordningen tran- och rallfåglar.

## Utseende
Svartstjärtad rörhöna är en hönsliknande sotsvart rall med helsvart rest stjärt. Näbbteckningen är karakteristisk med ljusgrön näbbrot, gul spets och en röd fläck. Den har vidare bjärt rödrosa ben och ljusa fläckar på flankerna.

## Utbredning och systematik
Fågeln återfinns i sumpmarker i Australien (förutom kustområden i norr och öster). Den behandlas som monotypisk, det vill säga att den inte delas in i några underarter.

### Släktestillhörighet
Svartstjärtad rörhöna och dess nära släkting tasmanrörhönan fördes tidigare till släktet Gallinula. Nyligen utförda DNA-studier bekräftar arternas särart och visar att de snarare står närmare några Porzana-sumphöns som småfläckig sumphöna än Gallinula-rörhönsen.

## Levnadssätt
Svartstjärtad rörhöna hittas intill inlandsvåtmarker, men ses vanligare på land än i vatten. Den kan uppträda i stora antal. Fågeln är svår att komma nära och springer undan snabbt då den störs.

## Status
Arten har ett stort utbredningsområde och beståndet anses stabilt. Internationella naturvårdsunionen IUCN listar den därför som livskraftig (LC).